# Serafimerorden
Kungliga Serafimerorden (i stiftelseurkunden kallad Serafinerorden) är en svensk kunglig riddarorden/statsorden som instiftades 23 februari 1748, på ständernas inrådan, av kung Fredrik I. Orden är Sveriges främsta och högsta utmärkelse. Den utdelas i en klass med värdighet av riddare eller, för kvinnor och kyrkliga ämbetsmän, ledamot. Den utdelades enligt ordensreformen 1975 endast till utländska statschefer eller därmed jämställda personer samt, sedan 1995, till medlemmar av det svenska kungahuset. Sedan 2023 kan den även tilldelas till jämställda till statschefer. Till orden hör Serafimermedaljen som fortfarande utdelas.

## Historia och första ordensdagen
Riddarordnar började uppkomma i Europa under medeltiden och då som religiösa sällskap, ofta med ett militärt syfte såsom Tempelherreorden eller Malteserorden. Inom dessa ordnar lyckades man förena krigiskhet med fromhet, och dessa religiösa riddare ingick ofta i de korståg som kyrkan anordnade för att exempelvis återta Heliga landet. Under senmedeltiden började världsliga furstar att inrätta sina egna ordenssamfund såsom exempelvis den engelska Strumpebandsorden som instiftades av Edvard III av England 1348. Denna är en så kallad världslig riddarorden vilka kan sägas endast innehålla en klass och där medlemsantalet är begränsat till fursten, andra statschefer och synnerligen framstående medborgare.
I Sverige vet man att kung Hans (Johan II) vid sin kröning 1497 delade ut riddarkedjor, som var ett synligt tecken på riddarvärdigheten och kan ses som det första steget mot en svensk riddarorden. År 1561 instiftade så Erik XIV Salvatorsorden som kungen bar själv, samtidigt som den utdelades till flera världsliga herrar. Johan III instiftade Agnus Dei orden under sin tid som regent och 1606 instiftade Karl IX Jehovaorden. Ingen av dessa första ordnar överlevde sina instiftare. År 1653 instiftade Drottning Kristina Amarantorden, som ursprungligen var avsedd endast för hovet men kom att förlänas även till utländska furstar och sändebud. Orden upphörde med drottningens abdikation 1654 men en ny, Jesu namns orden, instiftades 1656 av hennes efterträdare, Karl X Gustav. Denna orden överlevde endast till Karl XI:s tid.
Serafimerorden instiftades den 23 februari 1748. De första statuterna beskrev orden som återupplivad, då man hade hämtat inspiration från de tidigare svenska ordnarna av vilka alla hade haft Jesus eller frälsaren som centrala teman. Orden är namngiven efter den högsta kategorin av änglar som kallas serafer, vilket i plural blir serafimer. Dessa änglar uppvaktar enligt judisk och kristen tro Gud vid hans tron.
Nya riddare dubbades på ordensdagen den 18 april, men första året utnämndes de första redan den 17 april. Den 18 april 1748 höll man den första ordensdagen i Riddarholmskyrkan och Carl Gustaf Tessin, som var en av de första riddarna, höll ett tal där han sa;
| ” | I Swenske Riddare och Män, hwars kall är, at, under rådplägning, skärpa eftertankan, och rödja wägen till målet, warer otröttade, oförtrutne och redlige uti skiötzlen af hwad Eder åligger: The fattigas sak ware Eder angelägenhet: Rikets säkerhet Edert syfte: Konungens ära Eder frögd: Ständernas frihet Eder ackt: Thet allmännas trefnad Eder skatt: Och Efterwerldens tack Eder belöning! | „ |

Den 1 januari 1975 genomfördes den så kallade ordensreformen varmed ordnarna upphörde som belöning till enskilda svenska medborgare och Serafimerorden kunde därefter endast utdelas till utlänningar. Detta ändrades år 1995, då Kronprinsessan Victoria blev myndig, så att den åter kunde utdelas till medlemmar av det Kungliga huset. Sedan dröjde det till 2018 innan Sveriges riksdag påbörjade en översyn av det offentliga belöningssystemet som ledde fram till Belöningsreformen som möjliggjorde att man åter från den 1 januari 2023 kunde utdela svenska ordnar, till svenska medborgare, igen.

## Titel och grad
Svenska innehavare av orden är Riddare och Kommendör av Kungl. Maj:ts Orden, för kyrkliga innehavare Ledamot av andliga ståndet och Kommendör av Kungl. Maj:ts Orden, för damer Ledamot och Kommendör av Kungl. Maj:ts Orden. I den senare titeln är ordet orden en gammal svensk pluralform som signalerade att innehavaren var ledamot eller riddare av Serafimerorden och dessutom kommendör av Svärds- eller Nordstjärneorden, eftersom de gamla reglerna föreskrev att enskild svensk inte kunde bli serafimerriddare om man inte redan var kommendör med stora korset eller av 1:a klass av Svärds-, Nordstjärne- eller Vasaorden. I äldre ordensceremoniel för antagning av serafimerriddare kallas dessa Svea och Göta Riddare.
Serafimerriddare kallades Herr plus efternamn (exempelvis "Herr Rudholm") efter gammal svensk tradition där epitetet herr (plus förnamn) signalerade adels- eller frälseskap. Denna sedvänja försvann under 1600-talet, men bevarades i de olika ordnarna. Serafimerriddare kallas även Herr eller Herre av Konungen, som särskild hedersbevisning. I muntligt eller skriftlig tilltal är Konungens officiella hälsningsfras i äldre ordensceremoniel till en Riddare eller Ledamot av Serafimerorden; Gode Herre, Svea och Göta Riddare!

## Dubbning
Nya riddare kunde utnämnas närhelst under året, dock oftast den 30 november, men fick då endast anlägga kraschanen. Vid dubbningen, som alltid skedde den 28 april, fick den nye riddaren knäfalla framför konungen och förestavades sin riddared. Ceremonin inleddes med en högtidlig procession där Konungen tillsammans med de kungliga prinsarna anförde serafimerriddarna till Slottskyrkan iförda Serafimerordensdräkten. Under Gustav III:s tid komponerades en särskild ordensmusik för orkester, orgel och kör av Georg Joseph Vogler.
Efter dubbningen fick riddaren även bära kedjan, samt det blå axelbandet med ordenstecknet. Man höll därefter en gudstjänst varvid man sjöng psalmen Esaias såg den Allraheligste vars text innehåller frasen: [---] Serafer syntes i fördunklat sken. För konungarnas konung skylde de med vingar två sitt klara anlete, sin fot med två, med två ock flögo de [---].
Dubbningen upphörde i och med den nya ordensstatuterna 1902.

## Insignier
Serafimerordens insignier består av ett ordenstecken, kraschan och en kedja.
- Ordenstecknet är ett vitemaljerat och gyllene malteserkors med ett gyllene patriarkalkors på varje korsarm och gyllene serafer däremellan. I mitten av korsets framsida finns en blåemaljerad skiva med överst ett kors, som vilar på Kristusmonogrammet IHS i vit emalj bland tre gyllene kronor. Under den nedersta kronan finns tre spikar som syftar på de spikar som slogs in i Kristus vid korsfästelsen. Reversens mittenskiva är också i blå emalj med bokstäverna FRS (Fredericus, Rex Sueciae - Fredrik, Sveriges konung) i vit emalj. Ordenstecknet kröns av en gyllene kunglig krona. Ordenstecknet bärs antingen i kedja eller i band, och då över höger axel.

- Kraschanen (se bild) liknar ordenstecknet men har patriarkalkors av silver och saknar kunglig krona. Före 2005 var kraschanens glob ljusblå och detaljerna i silver.[21][22] Kraschanen bärs på den vänstra sidan av bröstet. Före 1871 kunde kraschanen även vara broderad. Svärds- eller Nordstjärneordens kraschan bärs inte tillsammans med Serafimerordens däremot bärs Vasaordens kraschan tillsammans med Serafimerordens[13][f].

- Kedjan, vilken tidigare alltid utdelades till svenska mottagare av orden, utdelas nu endast som en särskild utmärkelse, består av elva serafer i guld alternerade med elva blå patriarkalkors och bärs över axlarna.

| Ordenstecken | Kraschan | Kedja | Band/släpspänne | Ordensgrad | Tillkomst | Anmärkning |
| ------------ | -------- | ----- | --------------- | --- | --------- | ---------- |
|              |          |       |                 | Ledamot eller Riddare och Kommendör av Kungl. Maj:ts Orden (LoKavKMO el. RoKavKMO) Ledamot eller Riddare av Kungliga Serafimerorden (LSerafO el. RSerafO) | 1748      |            |

Serafimerordens band är i siden i en himmelsblå färg som kallas "serafimerblå". Orsaken till den blåa färgen är, enligt de ursprungliga stadgarna, att "häraw är Herren Konungens macht kommen". Man syftar då på Konungen av Guds nåde.
Till kavaj, smoking eller jackett kan en ordensknapp (bouton) bäras på slaget. Knappen är idag av samma himmelsblå färg som bandet och cirka 1 cm i diameter, i mitten prydd med en seraf av guld. Tidigare var knappen i vitt och svart, då dessa färger är ordens heraldiska. Knappen återinfördes 2015.
Under en period användes en mindre ordensknapp lagd på ett guldstickat tvärband ("vingar"), som liknar den som används för storkors i flerklassiga ordnar. Då Serafimerorden är en enklassig orden återgick man till en bouton som tydligare visar detta förhållande.

### Vid mottagares död
När en Riddare eller Ledamot av Serafimerorden dör, skall ordenstecken samt eventuell kedja, i enlighet med ordens statuter, återsändas till Skattmästaren vid Kungl. Maj:ts Orden, detta då de inte är personlig egendom utan bara nyttjas under innehavarens livstid.

### Briljanterade ordenstecken

Briljanterat ordenstecken

En person kunde i vissa, sällsynta fall förlänas med en briljanterad orden. Vanligtvis inträffade detta om personen gjort kungen eller kungafamiljen något personligt. Till skillnad mot de ordinarie ordenstecknen så hade de briljanterade ordenstecknen en särställning. Dels var ordenstecknen personlig egendom och behövde inte återsändas till kungen vid innehavarens död, dels skulle innehavaren även bära de lägre graderna trots att en högre tilldelats.

### Mottagare av briljanterade ordenstecken
- Adolf Fredrik Munck, riddare och kommendör med briljanter - den förste som erhöll detta - 1790.[29]
- Katarina II av Ryssland, ledamot med briljanter - den första kvinnan som erhöll orden - 1791.[30]
- Curt von Stedingk, riddare och kommendör med briljanter.
- Lars von Engeström, riddare och kommendör med briljanter.
- Karl August von Hardenberg, riddare med briljanter.
- Magnus Brahe, riddare och kommendör med briljanter, 1831.
- Mattias Rosenblad, riddare och kommendör med briljanter, 1831.
- Jacob De la Gardie, riddare och kommendör med briljanter, 1835.
- Herman Wedel Jarlsberg, riddare och kommendör med briljanter, 1839.
- Gustaf Löwenhielm, riddare och kommendör med briljanter, 1843.
- Magnus Björnstjerna, riddare och kommendör med briljanter, 1843.
- Friedrich Wilhelm Rembert von Berg, erhöll briljanterad kraschan den 17 maj 1860.[31]
- Abd ül-Hamid II, riddare med briljanter, 1879.
- Anton Niklas Sundberg, riddare och kommendör med briljanter, 1895.
- Sven Lagerberg, riddare och kommendör med briljanter, 1897.
- Erik Gustaf Boström, riddare och kommendör med briljanter, 1900.
- Conrad Victor Ankarcrona, riddare och kommendör med briljanter, 1907.
- Drottning Victoria, ledamot och kommendör med briljanter, 1908.
- Drottning Silvia, ledamot och kommendör med briljanter, senast 1976.[32][33]

## Ordenskapitel

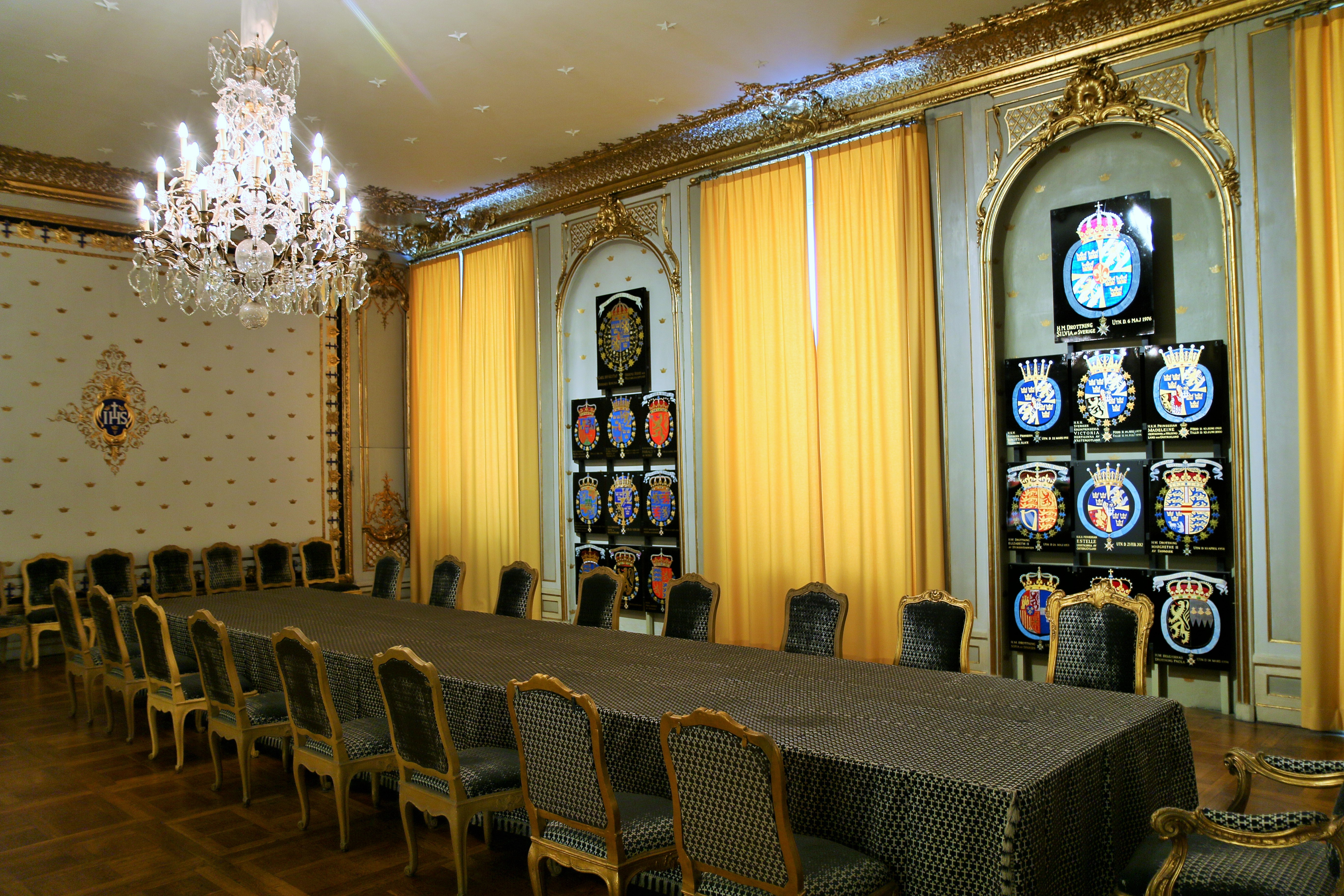
Serafimerordens sal med Serafimersköldar, samt bordet vid vilket ordenskapitlet hålls. Bordet är täckt med och stolarna klädda med ett tyg i svart och vitt (ordens heraldiska färger) prytt med patriarkalkors.

Ordinarie ordenskapitel hålls varje år i slutet av april under kungens ordförandeskap i Serafimerordens sal på Stockholms slott, då han är de svenska ordnarnas Stormästare samt Herre och mästare. Under ordenskapitlet redovisas avlidna svenska riddare och kommendörer av de svenska ordnarna (som erhållit orden före 1975), antalet utdelade ordnar till utländska medborgare under föregående år samt ordenskapitlets ekonomi. Vapenmålaren förevisar även under året förfärdigade serafimervapen.
Ordensförläningarna beslutas vid extra ordenskapitel. Ärendena föredras av ordenskanslern samt vice kanslern tillika sekreteraren i samråd med Utrikesdepartementets protokollenhet.

## Ordenshärold

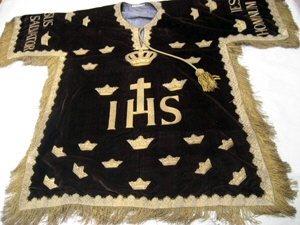
Serafimerordens häroldskåpa.

Den engelska Strumpebandsorden, instiftad 1348, införde 1415 en ordenshärold som kallades Garter King of Arms. Sedan dess har härolden varit en naturlig del av det europeiska ordensväsendet. När Sverige införde riddarordnarna 1748 blev endast en härold för Serafimerorden utsedd. Det dröjde ända till 1785 innan Gustaf III instiftade häroldsämbetet i samtliga ordnar. Serafimerorden hade, till skillnad från de andra ordnarna, därefter två härolder. Härolderna bar speciella häroldskåpor och bar alltid den egna ordens ordenstecken på bröstet. Serafimerordens härolder blev avskaffade 1974 tillsammans med den av Gustaf III redan 1780 införda rikshärolden, som även fungerade som härold för Kungl. Maj:ts orden.
Sedan 1 januari 2023 är Jonas Arnell ordenshärold vid Kungl. Maj:ts Orden: bär som sådan liten version av Serafimerorden på bröstet, vilket visar att ordenshärolden emanerar från Serafimerordens härolder.

## Ordensdräkt

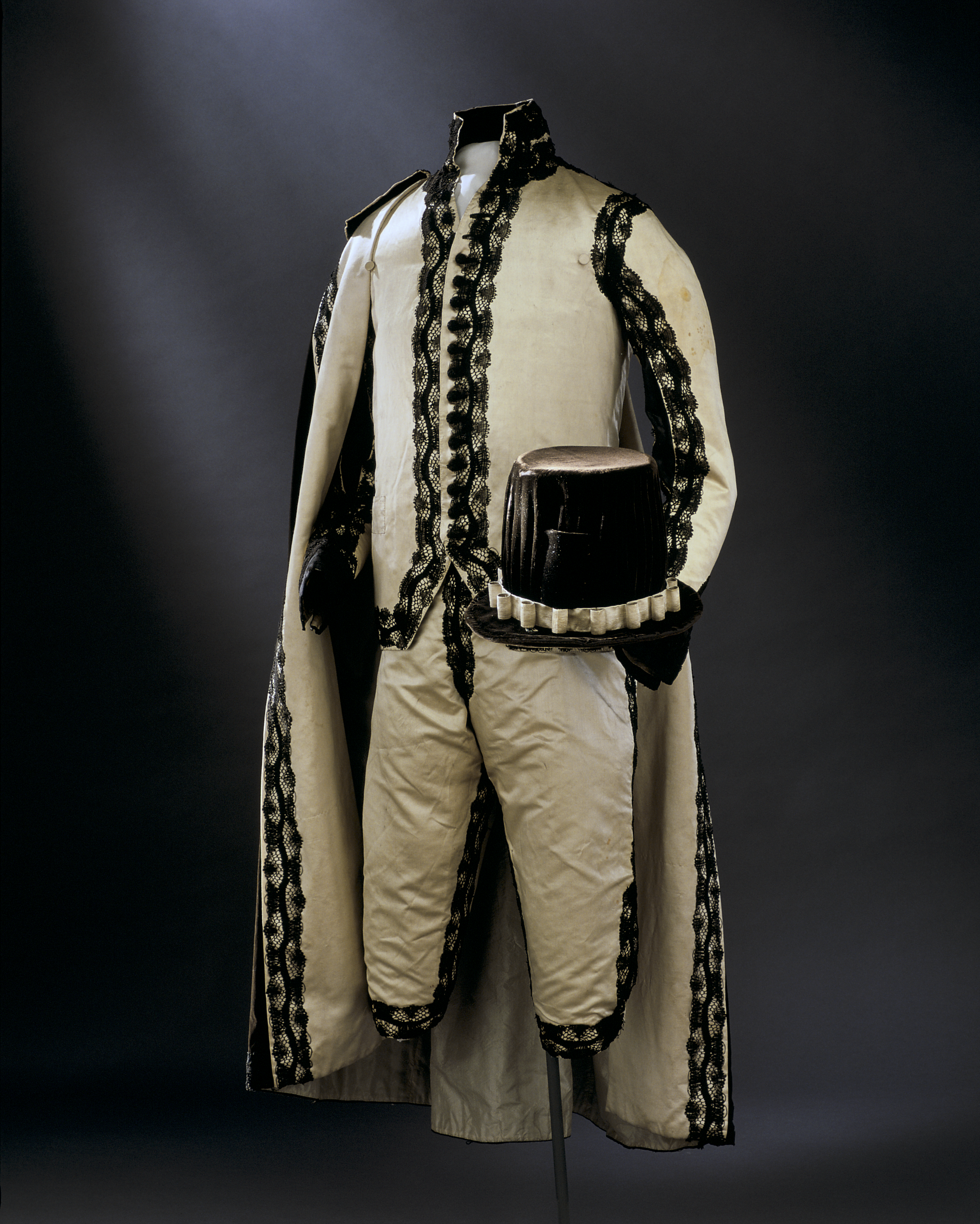
Fredrik Adolfs serafimerdräkt.

Från 1748 och fram till åtminstone Oscar I:s kröning 1844, bar alla riddare av Serafimerorden en särskild ordensdräkt vid högtidliga tillfällen som ordenskapitel och kröningar. Själva ordensdräkten fanns i två utföranden som kallades:
- Stora serafimerdräkten - som var i svart och vitt i samma snitt som den Nationella dräkten
- Lilla serafimerdräkten - som var i purpur och gult i samma snitt som den Nationella dräkten

## Bilder

Kolt buren av prins Gustav (III) vid ordens instiftande
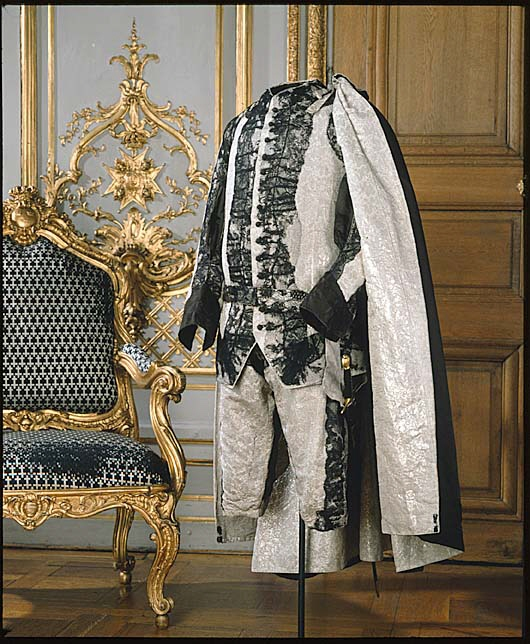
Stora serafimerdräkten buren av kung Gustav III
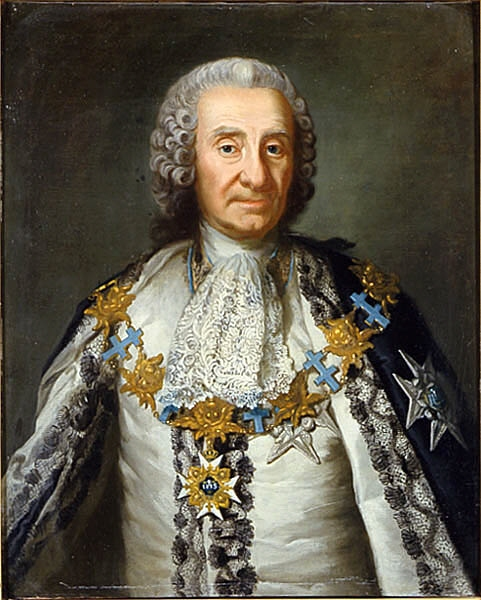
Gustaf Fredrik von Rosen bärande stora serafimerdräkten.
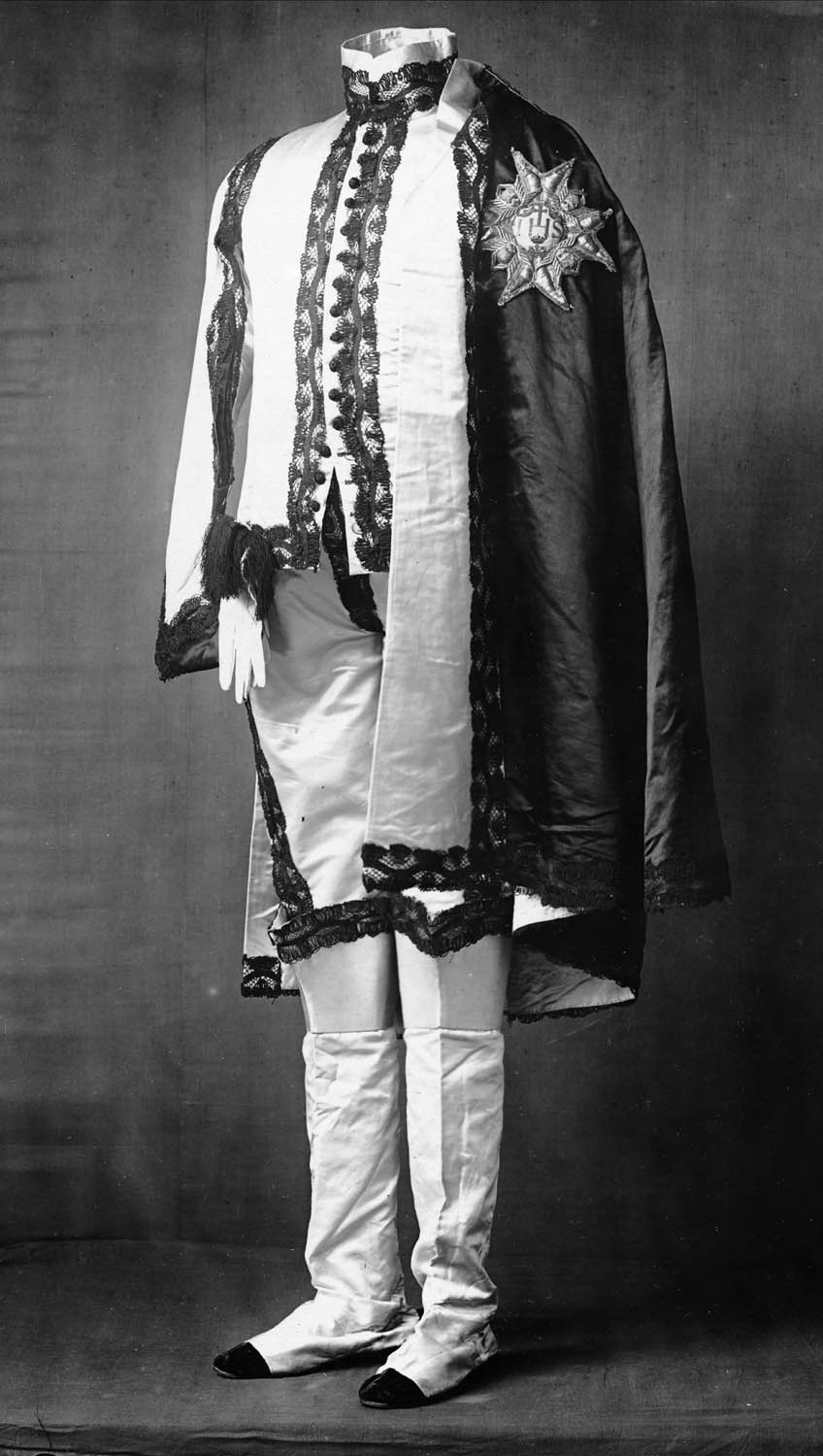
Stora serafimerdräkten buren av greve Carl Axel Wachtmeister
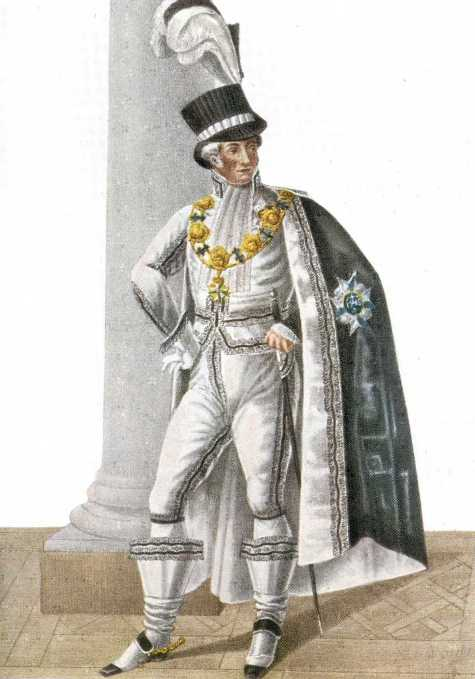
Stora serafimerdräkten
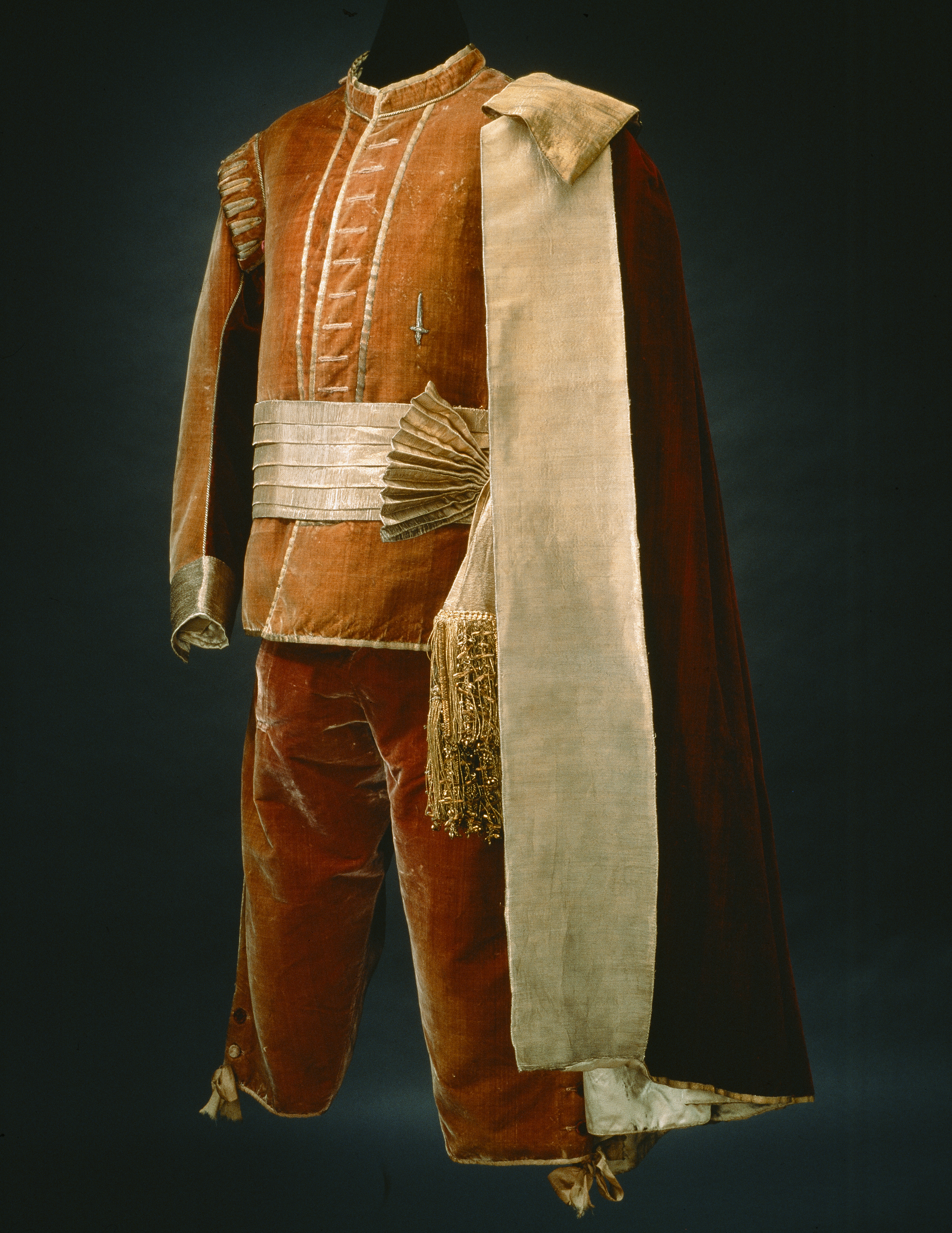
Lilla serafimerdräkten buren av kung Gustav III
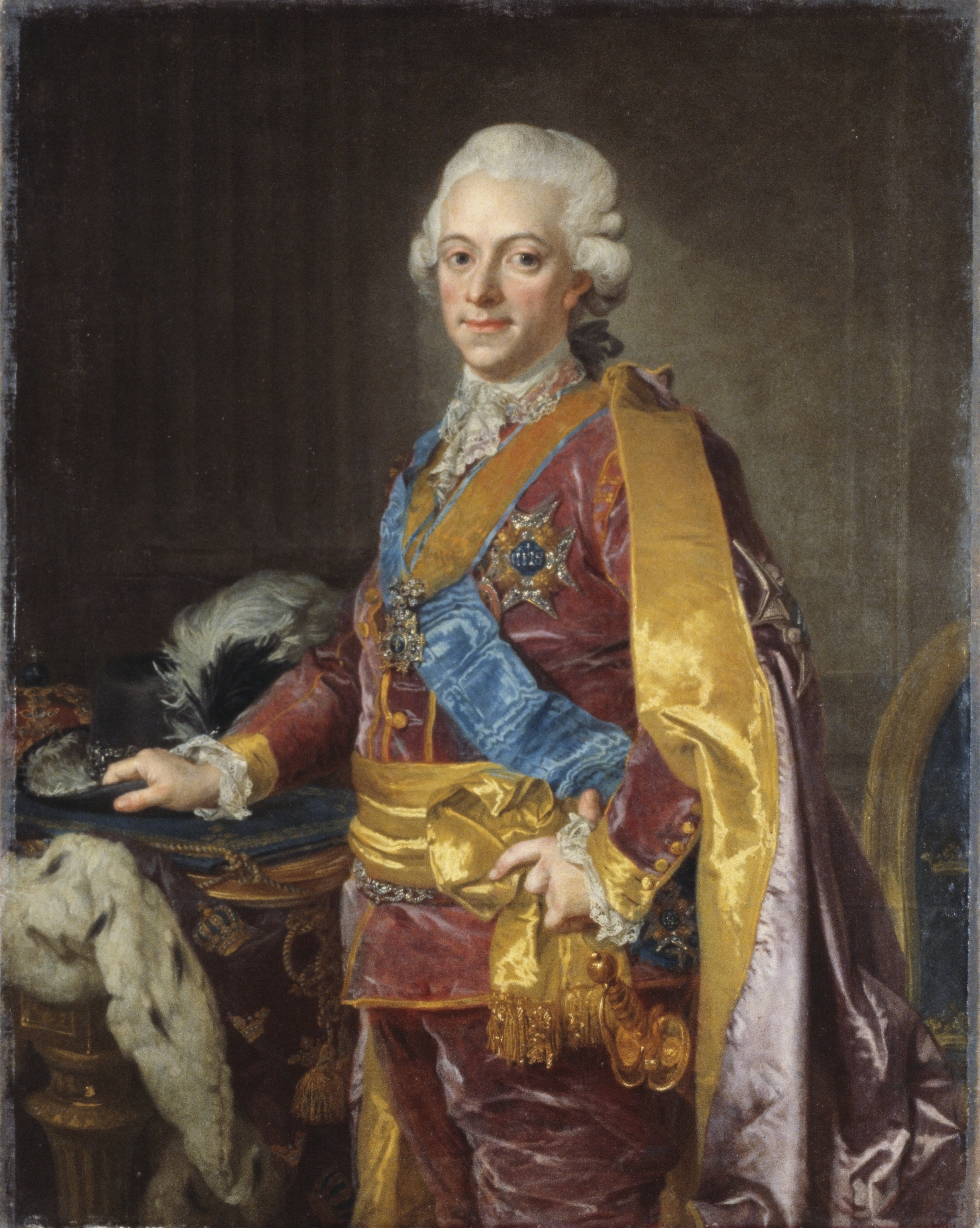
Gustav III bär lilla serafimerdräkten
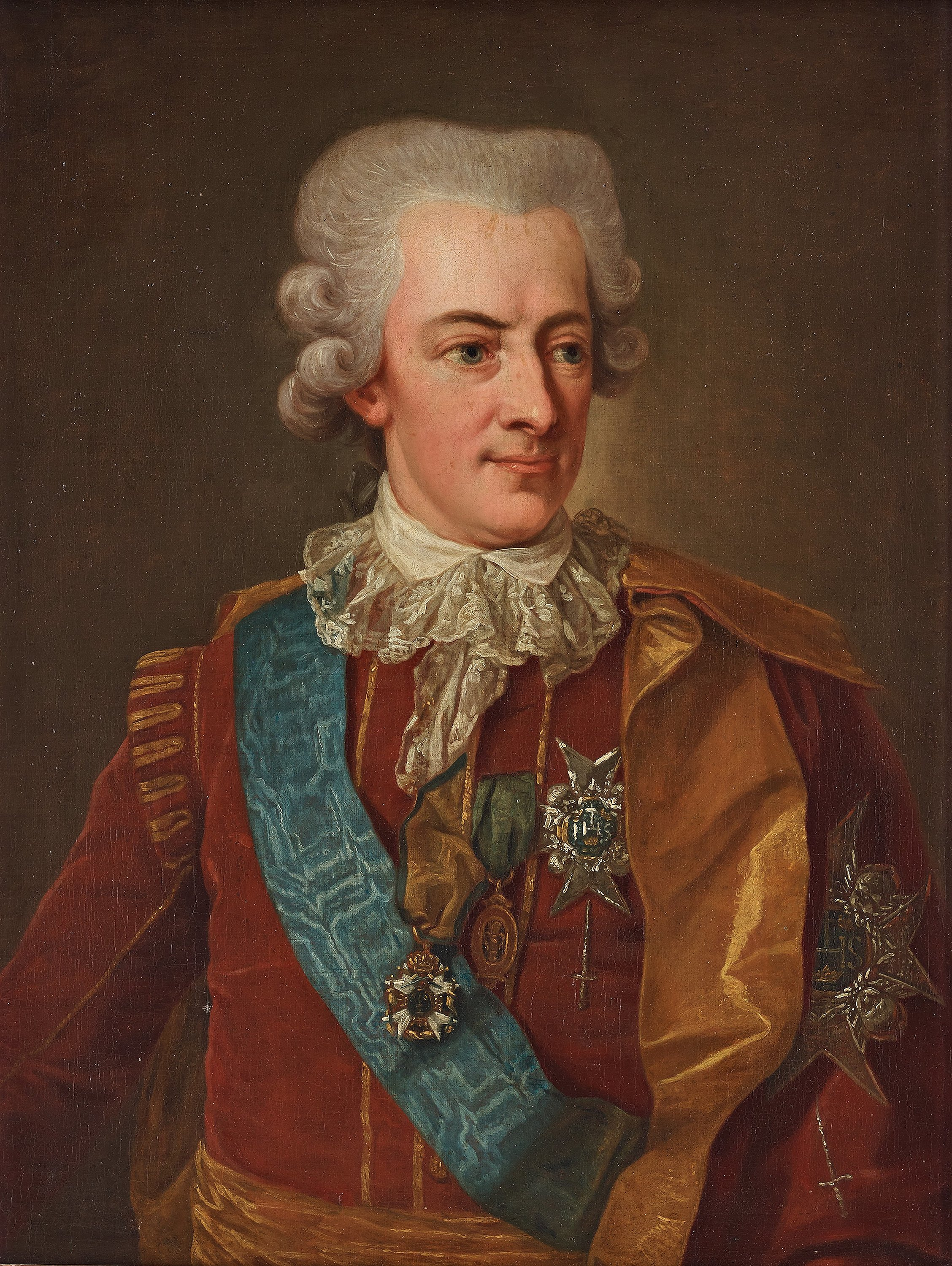
Gustav III iklädd lilla serafimerdräkten på målning från 1791 av Per Krafft den äldre.
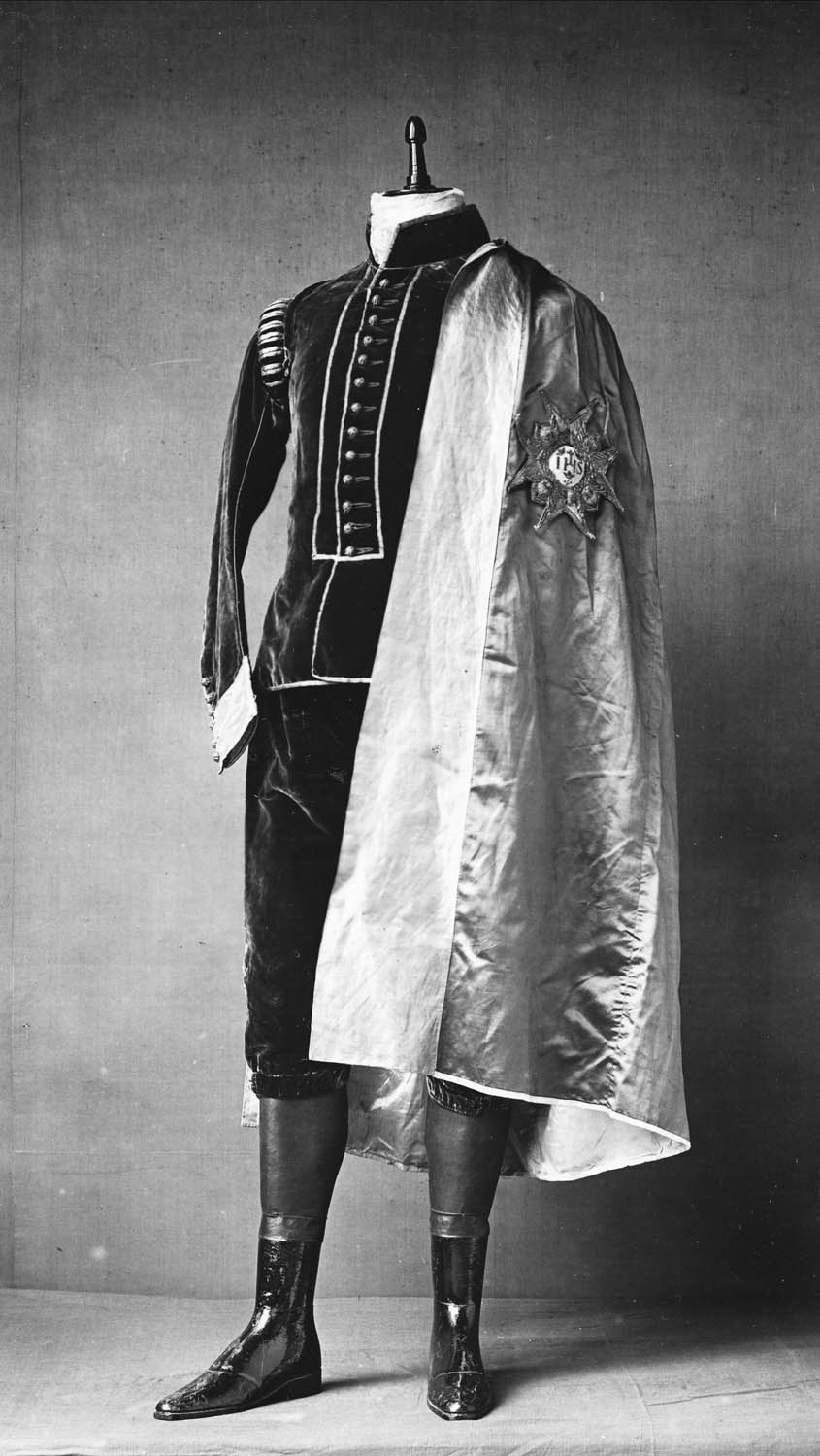
Lilla serafimerdräkten buren av greve Carl Axel Wachtmeister
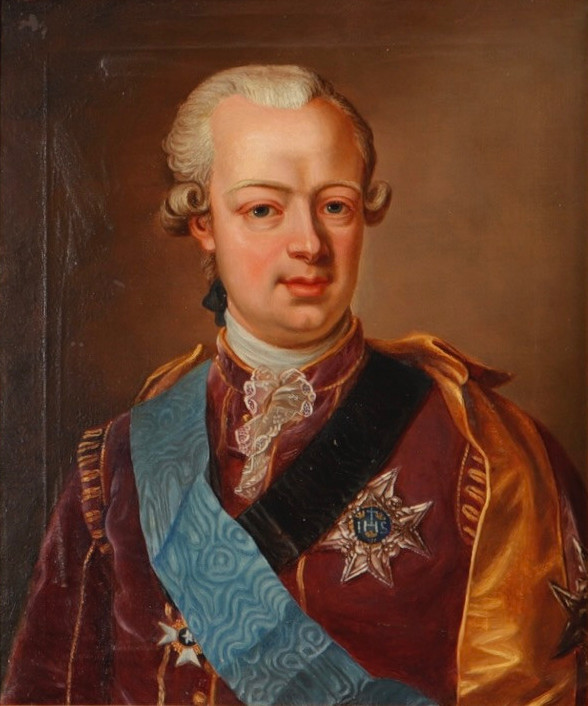
Greve Carl Axel Wachtmeister bär lilla serafimerdräkten
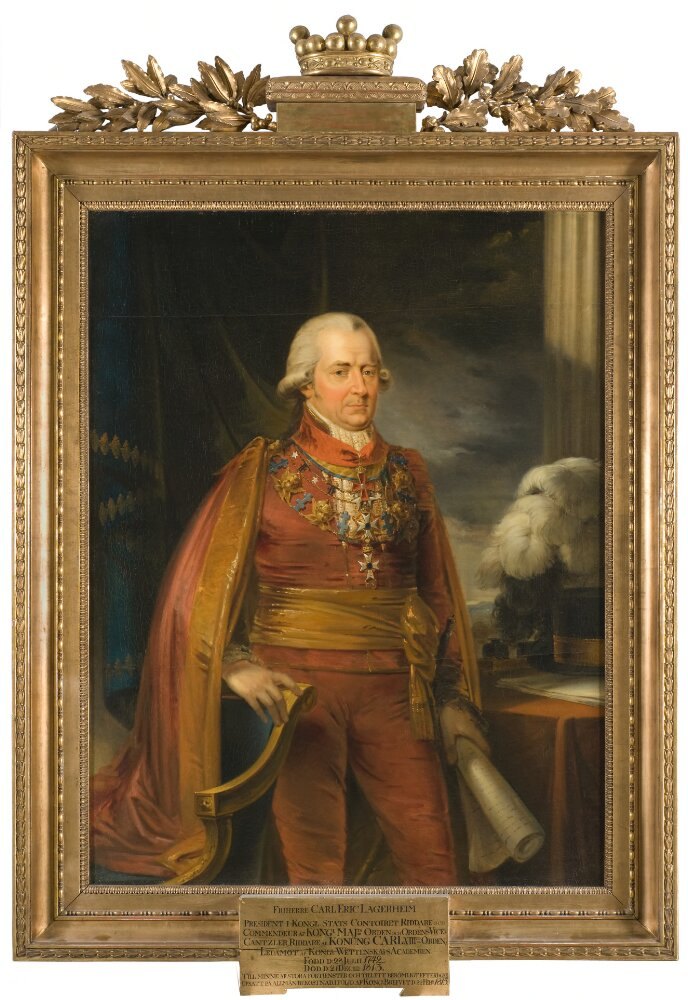
Carl Erik Lagerheim bärandes lilla serafimerdräkten.
Carl Fredrik Fredenheim iklädd lilla serafimerdräkten, med Vasaordens kommendörstecken i briljanter och Serafimerordens officianttecken.
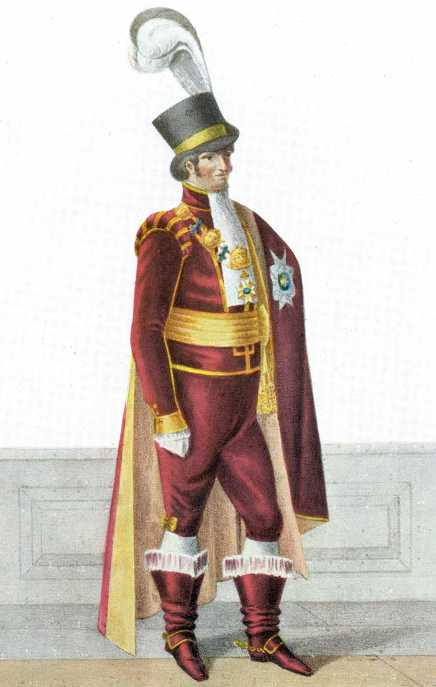
Lilla serafimerdräkten
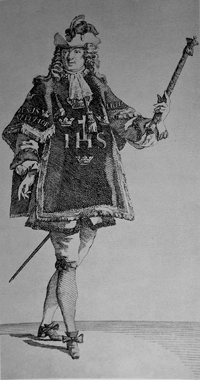
Serafimerordens härold i dräkt från ca 1750.
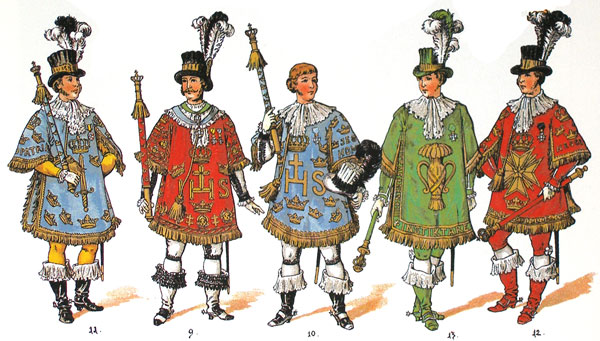
Serafimerordens härold ses i mitten, i ljusblå häroldskåpa
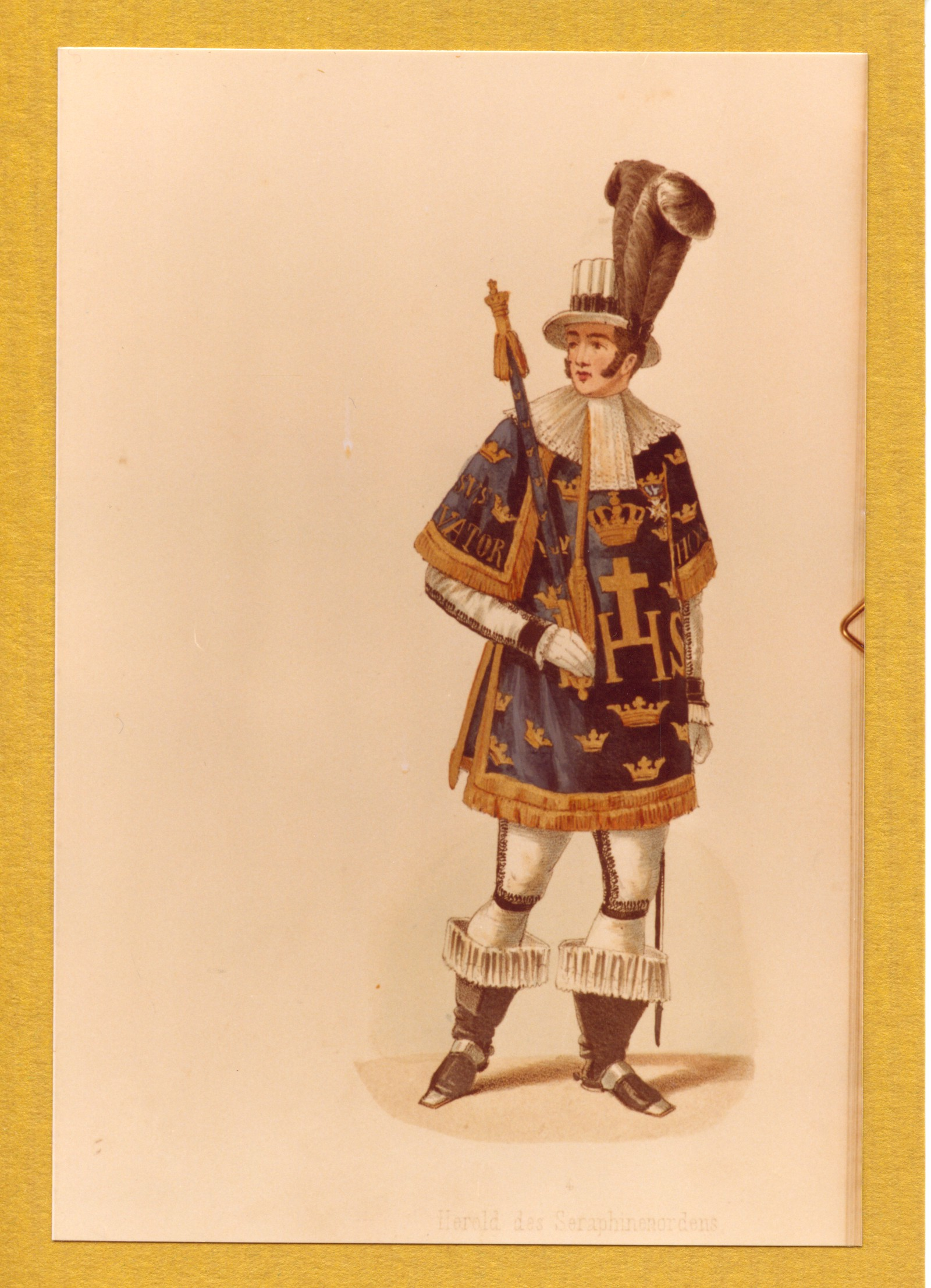
Serafimerordens härold vid Oscar I:s kröningen 1844
Serafimerorden med kedja
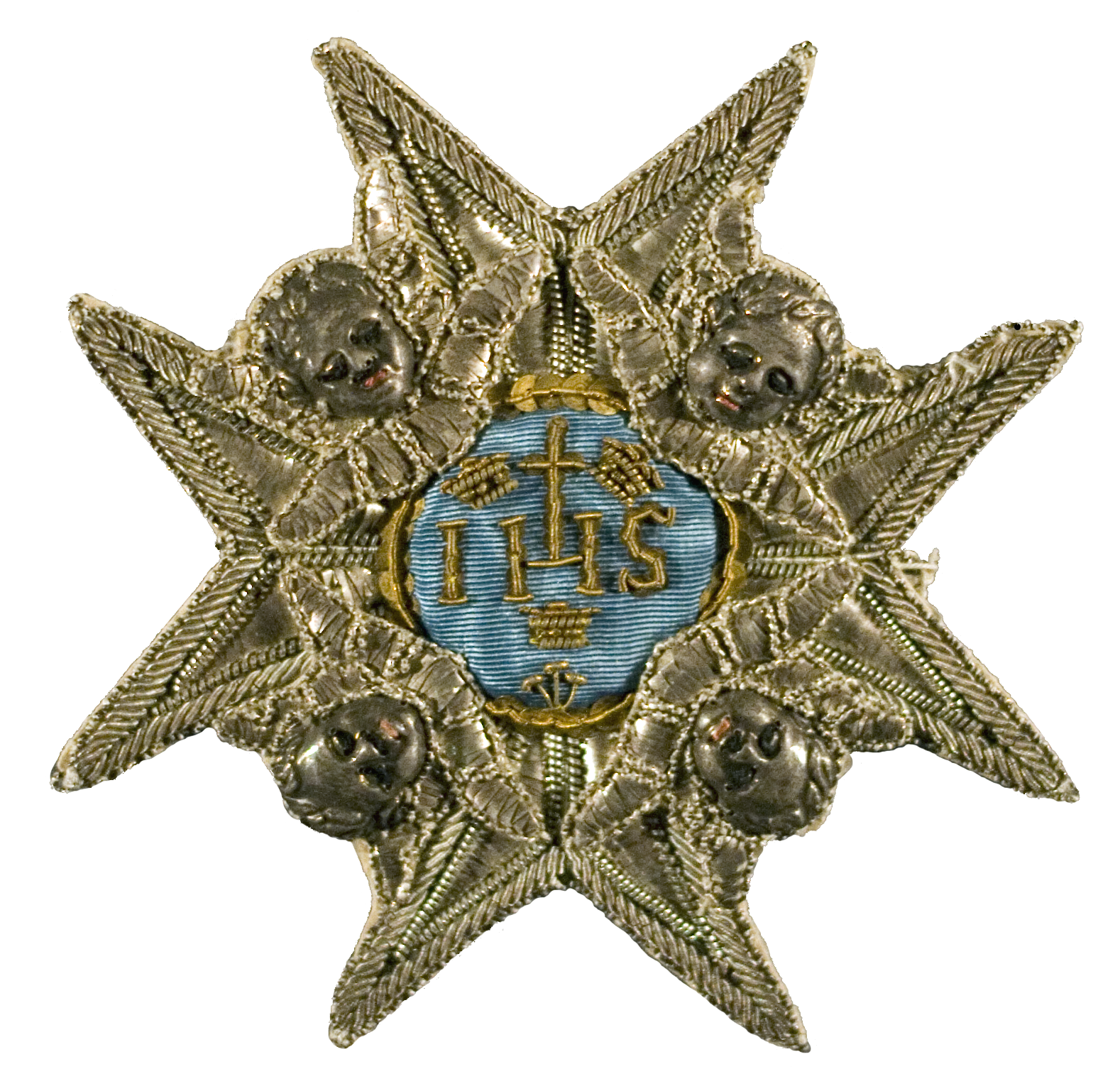
Serafimerordens kraschan. Äldre utförande i metallbroderi.
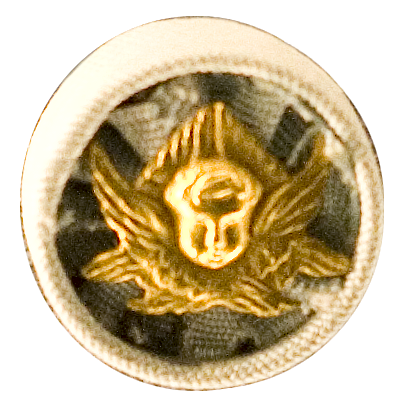
Bouton för Serafimerriddare, äldre modell.
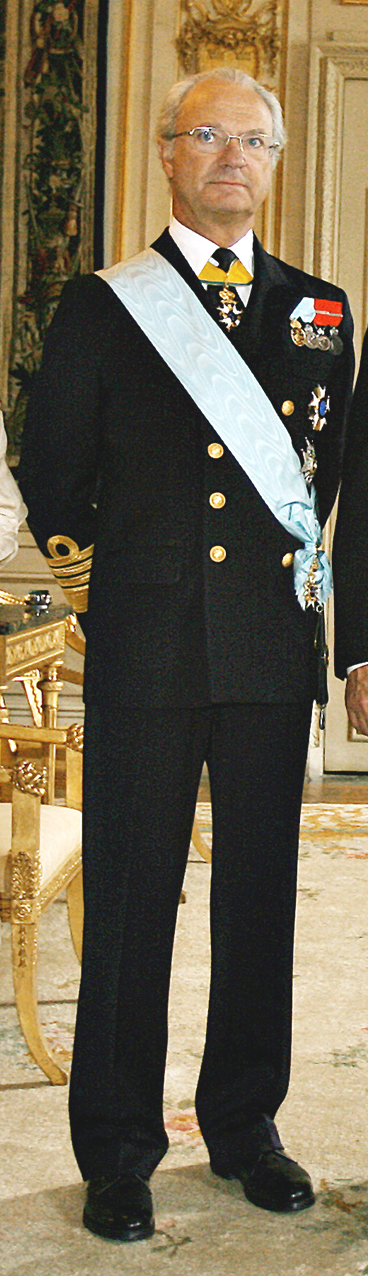
Ordens stormästare Carl XVI Gustaf iförd ordensband samt kraschan
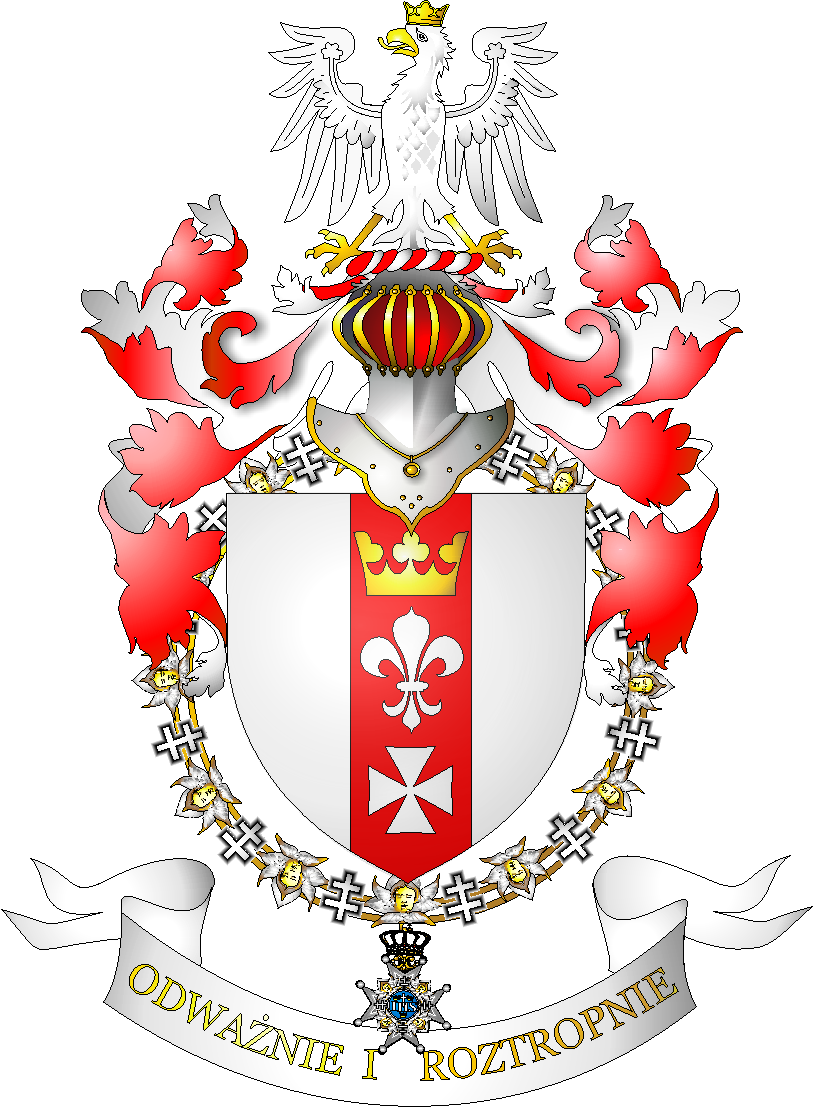
Serafimerorden finns avbildad även Lech Wałęsas vapen
Fredrik I:s rock med Serafimerordens kedja och kors
Äldre broderad kraschan, buren av Fredrik II av Preussen, återsänd till Sverige vid dennes död 1787.
Jesu Namns Orden från 1656, med  Kristusmonogramet IHS.

## Vapensköldar och serafimerringning

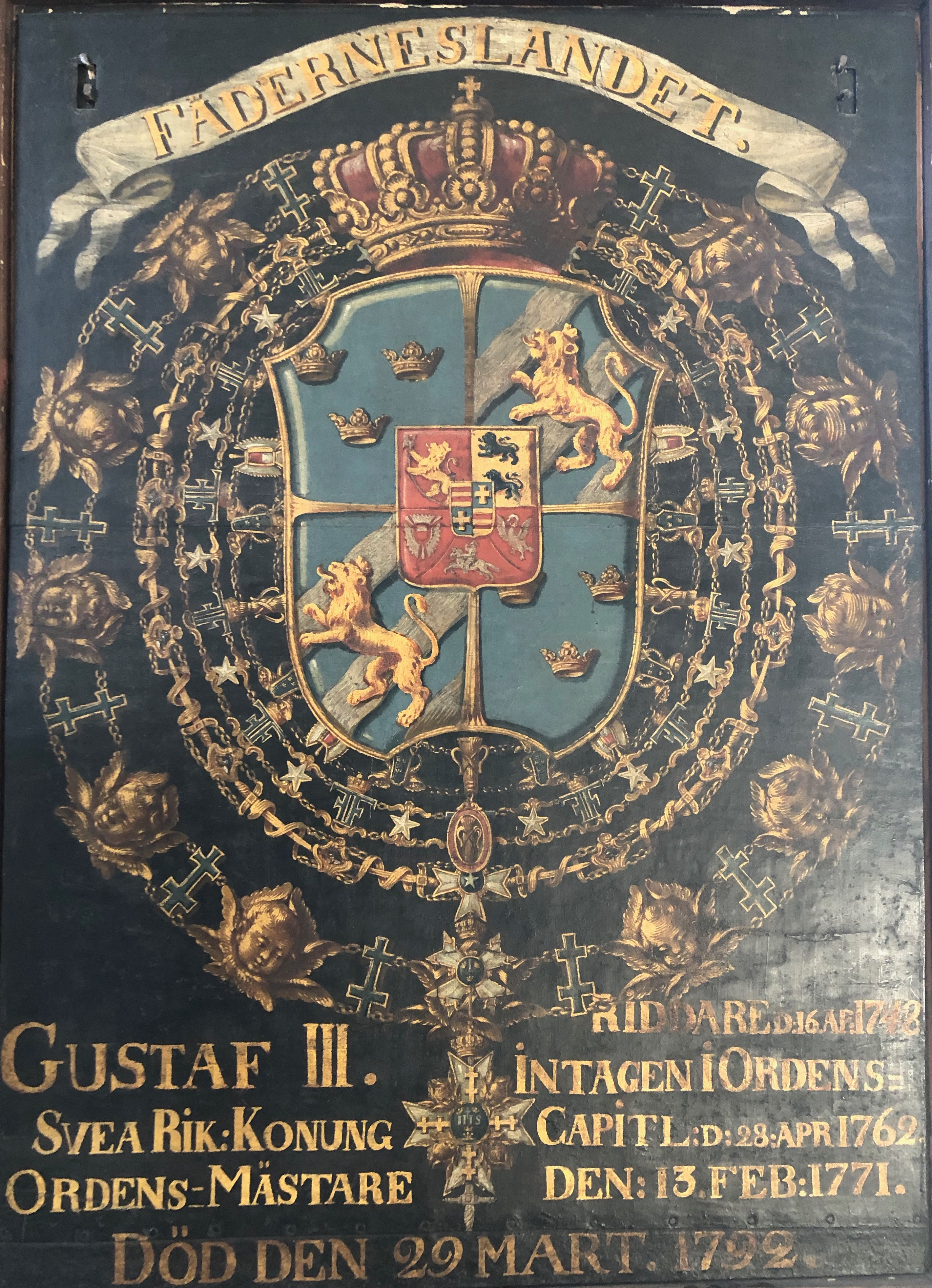
Gustav III:s serafimersköld.

Varje ny riddare eller ledamot får sitt vapen målat med ordensinsignierna på en kopparplåt. Ett urval vapen ställs ut i Serafimersalen på Kungliga slottet i Stockholm. När en riddare eller ledamot dör hängs dennes vapen upp i Riddarholmskyrkan, som är ordens kyrka, och på begravningsdagen ringer en särskild klocka Serafimerringning en hel timme mellan klockan 12:00 och 13:00.
Vapensköldarna har under 1900-talet målats av en särskilt av kungen förordnad vapenmålare vid Kungl. Maj:ts Orden: 1914–1978 var det David Friefeldt, 1984-2006 Bengt Olof Kälde och därefter Leif Eriksson.

## Mottagare av Serafimerorden
Sedan orden inrättades har hittills (6 maj 2025) 891 personer tilldelats orden. Den förste var kung Fredrik I som fick orden nummer 1 den 17 april 1748 och den senaste var Islands president Halla Tómasdóttir som utnämndes till riddare av Serafimerorden med nummer 891 den 6 maj 2025.